# 怪怪守護神
《怪怪守護神》為濱田義一的日本漫畫作品，2007年10月於網路漫畫雜誌《COMIC SEED！》開始連載，2008年8月轉移至網路漫畫雜誌《Web Comic High！》連載，而2013年5月再轉至月刊Action漫畫雜誌繼續連載至今。在正式開始連載前，曾先行試畫以同人誌的型態發行的試閱版本《繼百》。曾於《COMIC SUMOMO》漫畫雜誌刊載出張版（特別版）。
2016年宣布製作電視動畫，於2017年4月至同年6月首播。電視動畫第2期《繼怪怪守護神》於2020年4月5日播放。

## 故事簡介
付喪神是寄宿在人們漫長歲月中使用的器具或物品的思念所產生的妖精。
母親所留下的遺物「櫻花腰帶」對一也來說，是片刻也不想離手的貴重物品。某日，一也突然受到了不可思議的物體的襲擊；而在那時出現救了一也的，是腰帶所幻化成的付喪神桐葉。隨著桐葉的現身，一也開始學習面對和解決許多離奇現象，逐漸理解攸關母親不為人知的過去；與此同時，攸關人類和付喪神之間的問題逐漸浮出檯面。

## 登場人物

### 主要人物
加賀見一也（聲：三瓶由布子）
本作男主角。不擅游泳，14歲的中學二年級生。
雖然對性會有正常的生理反應，但在戀情方面卻是極度遲鈍。屢次因為他人引發坦誠相見的桃色事件。
在一次被長髮高中生襲擊的意外中，時時刻刻帶在身邊的腰帶幻化成的付喪神桐葉，被她所救，成為付喪神搭檔。
五十鈴事件中以女生型態行動時的名稱為一美。
與同學成立成上岡東中學校煩惱諮詢室，追查怪異事件，消滅付喪鬼。
與面具土地神菊理的戰鬥中，受到夢中母親奏歌給予的提示得到絕技「八重刃」，重新認可為桐葉的新任持有者，成為了上岡地區的新任降靈大將。被另一降靈大將皇素直的指責下曾一度陷入低潮，後在桐葉的打氣之下恢復。與皇素直決鬥中為了駁回素直把付喪神當道具使用的想法，與桐葉進入「人神合一」 的狀態正面對決獲得勝利。
年幼時因某起事件而被封印了部分的記憶，有著吸引離奇現象體質的「忌諱之子」，幼年時期已有創造付喪鬼的力量。迷途之家的事件發生後，經由葛籠殿主櫻小路央姬的協助理解母親的過去恢復記憶，前往降靈大將修練所葛籠殿進行訓練。
初入葛籠殿的等級為「無印」，非從幼年就入學的門生身分，中途插入的外道系降靈大將，葛籠殿原局長櫻小路央姬評已達到最高象徵「九印」的人神合體境界，九殿武鬥會被安排挑戰第一冠。成功打贏後昏迷了一陣子，於央菜安排下執行「暫時凍藏」編號1517號任務進入異世界小說裡面，然而找人途中與桐葉被奴隸商人達芭達和半獸族少女提爾多誆騙而淪為奴隸，為獲得一人1000萬馬魯的贖人金而接受勇者與王國軍的隨行委託任務。
桐葉（聲：大空直美）
本作主要女主角。 和服腰帶幻化成的付喪神，真名為「彩櫻」，上岡東中學校上學用的女中學生假名為「帶奈桐葉」。
人型的姿態是個留著姬髮式淺藍色長髮，紅色雙眼，較普通人略尖長的雙耳的少女。能夠以分身腰帶編織出攻擊或防禦用的道具。
有著如男性般並且不知羞恥為何物的行為舉止，起初有平常無穿著內衣褲、睡覺時有三分之二是全裸的習慣，經過一也勸導下一點點有所改變，使用帶有古典風味的語調，對一也像是僕人般的使喚、玩弄，超愛吃甜食（尤其是布丁）。討厭蟲子和辣的食物。雖然面對一也看似蠻橫，但在得悉一也希望守護她的心意亦深受感動。
五十鈴事件中以男生型態行動時的名稱為桐雄。
為了解救童年時期的一也，向土地神菊理支付某項代價，隨著幼年一也被封印的記憶而退化成普通的腰帶，時間直到在故事第一回校舍後的意外恢復力量救了一也而再度現身。在與土地神菊理的降靈大將認可戰中消耗了大量的靈氣而變成小孩子的模樣，分身腰帶也因此而有段時間無法使用。隨著一也打氣振作恢復自信的同時也復原成了原本的成熟女性模樣。
原本是布料批發商的家傳腰帶「綾櫻」，隨歲月和家族意念變成付喪神，被視為生意興隆的象徵，原持有者辭世後，於遺囑中的指示下被送至培訓降魔大將的葛籠殿尋找新主人，成為一也母親─學生時代的奏歌─的專屬付喪神。一開始與奏歌同樣被視為戰鬥力最弱的個體，最後變成同期最強的組合。
為保護一也而被奏歌殺害，腰帶化成碎片。九殿武鬥會期間碎片被針之系信修復，並在決賽中恢復身為付喪神的身影與力量。與一也共同進行「暫時凍藏」任務，進入異世界小說找人途中兩人被誆騙而淪為奴隸，為獲得贖人金而接受勇者與王國軍的隨行委託任務。
響華（聲：德井青空）
本作第二女主角，橫笛的付喪神。曾是襲擊土地神的迷途之家的付喪神之一，一度不信任人類，後被一也的善良感化，喜歡一也，真名為「音紫」。
紫色翹短髮的陰陽師服短裙少女。個性機靈但調皮，施虐狂性格，對異性主動強硬性格，對女性也有同性愛嗜好。
橫笛操作音波探查環境、攻擊、防禦，絕技為範圍衝擊音波「八衝大甲音」。
古代盲人貴族寬壽的愛笛，因為寬壽認為響華的笛音美妙，即便目盲者亦能見如花般的旋律音色，遂取其義賦與「響華」之名。但後來輾轉流落為強盜的殺人武器，不願被當成利用的道具而離開強盜，進入迷途之家。屬於激進派付喪神。攻打菊理的領土時將巡邏的黑耀重創成傷，後來在決戰裡被一也和桐葉的招式震懾無法動彈，消耗過多靈力變回原型，被一也帶回自家保管，其經過一也提供靈力得以再變成人型。
到降靈大將修練所葛籠殿，提出「協助迷途之家成員和安置成員們住所」的條件，幫助受政變所害的一也和櫻小路央姬越獄。其他信賴一也的迷途之家付喪神們說服下，與一也成為正式契約夥伴，隨著相處逐漸發現對方的優點。九殿武鬥會前非常嚴厲的對一也做橫笛修練，女學生間傳聞為「妻管嚴」。九殿武鬥會中為了救出遭班井控制的迷途之家付喪神們，與一也一同與其交戰，因班井的做法導致她與一也的憤怒，但因一也的靈力過強而兩人一同進入了「人神合一」的裏九印反轉型態「逆向附身」，爆發破格的實力，但因此而耗損大量靈氣導致本體受損，其意識消失前對一也透露出擊敗班井的關鍵。武鬥會結束後受一也傳遞的靈氣下恢復，其後正式為一也的第二位持有的付喪神。
強欲性格，意外附身到一也身上或靈魂交換時，常反過來推倒自己身體內的一也但交合未遂，只好事後自己解決，此後佩服一也的強大精神力；此外因自身的性慾高漲而無法收拾，對數名葛籠殿的女性性騷擾而引發色狼傳聞。在一也進行「暫時凍結」任務期間在美真音的鏡子內待機，然後在鏡子被半獸族少女提爾多撿到時擊退了山賊，但也與另外三位付喪神找人時被誆騙淪為奴隸，在被拷問與箝制回不去現實世界下得知提爾多背後的苦衷後伸出援手，後來與全數奴隸（一也和桐葉除外）被達芭達叫去當成召喚魔族的活祭品。
菊理（聲：久保百合花）
本體為一也所居住的城鎮上岡的土地神「菊理媛大神」（聲：井上喜久子），有著操控水的能力的「水神」。原型是蓄著長髮，習慣將髮尾綁成一束，短眉大眼的女子。過去為了救童年時的一也，封印一也攸關母親奏歌的記憶，讓桐葉為此代價變回普通的腰帶，加上為了警戒並隨時捕獲薊，而維持著壟罩上岡的強力結界「水天陣」，導致自己喪失了原本的力量，而變成小孩子的模樣，藉由依附在面具上可以恢復一定程度的力量。
由於缺乏信仰者（香油錢）而相當貧窮，過著吃美乃滋加草或小動物果腹的日子，在與一也和桐葉一戰中半毀的白山神社也因沒錢而無法修復，後又因承受不住大雨而塌毀，曾一時住在公園的窯洞造型溜滑梯中，現因溜滑梯被拆除而住進了加賀見家。為了幫助鎮壓離奇現象，化名「白山菊理」成為「煩惱諮詢室」的諮詢顧問導師。
喜歡一也，喜歡的甜食是紅豆水羊羹，擅長游泳，害怕被騷癢。因為偶然打掃一也房間期間發現他私藏的成人書刊，開始藉此理解攸關男女性事的細節，甚至養成閱讀成人書刊的嗜好。
最終在迷途之家攻進上岡區的時候，為了保護眾人解除結界「水天陣」變回原形，爆發原本破格的真正實力來對抗迷途之家的付喪神，最後和被薊召喚操控的奏歌交戰中，釋放水神拳奧義「水月觀音」，對抗奏歌施展的奧義「力帶·十二奏」，再次與之一戰，後遭開啟「人神合一」模式的奏歌奪取神石而身亡。不過從央菜與多具理的對話中提到小霞在那瞬間幫他覆上一層伽藍刹那結界來保護他，未來將有復活的可能。實為眾多分靈體其中之一，而遺體被運回大銀白羽儀神社的一年後身體雖然已修復，但其靈魂已經去了黃泉之國。
黑耀（聲：松井惠理子）
菊理的侍者，原型是烏鴉，人型姿態是個散發古典氣質，表情淡漠的巨乳美女。稱呼桐葉「抹布女」。原本在流浪期間因過度飢餓而昏倒，被菊理收容成為其神使。受菊理指示，前來調查守護區的異常現象和尋找一也，和桐葉在學校展開腕力對決，以分毫之差敗給桐葉，帶領一行人會見菊理。
據菊理所稱，黑耀的能力僅略弱於她，但其實兩者的實力接近伯仲之間，事實上她是菊理因與奏歌一戰後，耗盡了大量神力而無法維持型態，進而招來的神使，也因此從菊理口中得知了一也的過去。
有著如無底洞般的食量，曾因此讓企圖搭訕而請其用餐的四郎荷包大失血，對於人間常識認知不多，即便是被他人提出超過尺度的要求亦絲毫不介意。不理解人類的審美觀，出乎意料擅長細膩的手工藝。現為了籌措生活、修繕等費用而到處打工。苦手的事物為芥末和貓。
隨著和一也等人相處，逐漸展現其重視夥伴和照顧他人的性格，表情跟著逐趨豐富，但也被菊理影響開始偷看一也的成人書刊兼灌輸男女性事的知識。對一也抱有好感。迷途之家攻入上岡之前曾在巡邏時被響華打成重傷，因此惹怒一也，康復後回到大銀白羽儀神社。

### 加賀見家
加賀見霞（聲：竹達彩奈）
一也的姊姊，16歲的高中生，為一手包辦家事的人。是個弟控，對一也抱有姊弟以上的感情。原本沒有操控付喪神的能力，經過母親訓練亦習得靈力，但由於一也的天賦遠高過她，令奏歌決定全力栽培一也的實力。母親過世後，獲菊理贈與沙漏的付喪神砂織，憑著自己的加強鍛鍊，也成功練成操控付喪神作戰的能力。被薊召喚出來的奏歌擊敗一也的時候，為了爭取一也等人的時間，委託砂織發動為期三年的時間靜止結界，連同自己、砂織、奏歌、薊被限制結界中。
加賀見一明（聲：後藤弘樹）
一也與霞的父親，為加賀見家的經濟支柱。在學生時代與奏歌交往時總是被桐葉戲弄（撕毀情書、約會時當電燈泡等），奏歌逝世後，透過菊理得知妻子身故和兒子失憶的真相，帶著霞和一也搬至新的住處。其當年往事還被桐葉當成把柄威脅，讓菊理與黑耀在家裡住了下來。
迷途之家篇的最後，得知奏歌復活後被封印三年，以及菊理被殺等真相，決定完全尊重兒子一也的選擇，支持一也於葛籠殿進行三年的修行。
加賀見奏歌／甲斐谷奏歌（聲：三石琴乃）
一也與霞的母親，前任降靈大將與桐葉的持有者。外型和霞相似，差別在瀏海和髮尾帶點微卷，性格開朗，喜歡開玩笑，遭遇危險時反而越加燃起鬥志，有時候會對周圍的對象作出超過尺度的肢體接觸，亦因此影響了一也面對女性的舉止和桐葉的性格。
是個以置之死地而後生為樂的戰鬥狂，其實力天賦被葛籠殿主櫻小路央姬評為「千中選一」的奇材，具有赤手空拳就能完全壓制並打倒七印以上級別的降靈大將的恐怖紀錄，深不可測；可怕的是後期討伐了危險度為最高級別「一級」的眾多「伏魔倉異怪」也開始覺得不夠刺激，於是將心思花在培育一也上，希望某一天一也能成長到能成為足夠威脅自己的強大對手。且因為實力過於浮誇之故，導致葛籠殿也開始懼怕她的力量，甚至出現了將她除名的聲音，而她也因違反命令而暫時無法接獲一級討伐的工作。
童年時期因為葛籠殿除妖的過程疏忽，導致雙親和妹妹身亡，被葛籠殿主櫻小路央姬引薦進「葛籠殿」學習鍛鍊自己的實力，志願成為菊理的降魔大將。高中畢業結婚成家後，懷著一也的期間偶遇與天御柱石片有密切關聯的異怪（為三浦日殺害的土地神之精神殘渣），導致一也甫出生便成為擁有強盛詛咒力量的忌諱之子，菊理為解決該項問題，遂請求奏歌將桐葉轉讓給一也，但另一個沒被眾人發現的問題存在，就是當時偶遇的異怪也趁著她內心的空虛而入侵內心，並逐漸成為了她的心魔，也是她成為付喪者的催化劑。
原本應該過著平和生活的她，直至某日被一也創造出來的付喪神薊美的憑依，成為了付喪者，透過精神領域告知桐葉自己被薊入侵內在黑暗面同化的事實，最終為求保護一也而請求桐葉親手了斷她的性命，被桐葉貫穿心臟，但心臟被及時包覆所以並未死亡，在一也被帶回神社時，菊理發現桐葉帶回去的是分身，因此並未身亡又與菊理對戰，敗於菊理的水神拳奧義「水月觀音」後，被薊保護到奪取三浦日的石片的那一天才又復活。
經過多年，復活後與菊理再戰，對戰菊理使出「人神合一」，殺了菊理奪得石片，與一也的人神合一型態對戰戰勝，在準備殺了一也時桐葉跳出來保護一也而身亡變成碎片，後被霞停住時間三年，以換取一也鍛鍊的時間，而斑井曾利用傀儡帶將亞留美強化後，看到了三年後奏歌將上岡完全摧毀的恐怖未來，才會引起斑井的政變。
偶爾會在一也的夢境理出現並給予意見，初期因為一也的記憶受到封印的關係，被其當成不認識的大姊姊，然而在迷途之家進攻上岡區的期間被薊召喚出來，之後一也經過櫻小路央姬和貘夢的協助，得以窺探奏歌生前的事蹟，才恢復有關奏歌的記憶。
黃泉篇以身為靈魂的姿態與來到黃泉之鄉的一也相見，聽聞事情經過後確定在現世復活的他已經是完全不同的怪物。
被強烈意念的付喪鬼附身後，太過強大，討伐難度太高，被葛籠殿稱為「上岡土地神殺手」。
砂織（聲：加藤英美里）
菊理於奏歌身故後，交給霞持有的沙漏付喪神。人型姿態為擁有波浪捲髮，配戴沙漏髮飾，體態豐滿的女性。擁有控制指定範圍內的時間的能力，可令對手行動的速度減緩或提升己方的速度，但是要事先奉獻出欲操控的時間分量才能發揮作用。在迷途之家的戰役裡被霞呼喚，對抗被薊召喚操控的奏歌。

### 上岡東中學校

#### 煩惱諮詢室
近石千里（聲：芝崎典子）
一也的青梅竹馬與班上的班長，是個有著粗眉，留著長髮，配戴眼鏡的少女。個性嚴謹其實善良，擅長料理，對一也抱著好感。卸下眼鏡後的容貌意外地可愛。只要班級同學違規，就會出面訓斥對方，對於超自然事物和傳統文化有著豐富知識。身上總是攜帶著百折扇當武器使用。其想要到一也家教他唸書的想法讓圖書館幻化成了付喪鬼，最終在一也答應下完成願望讓付喪鬼消失。此後開始陪伴一也和桐葉經歷連串的離奇現象。
被同校學生大門宏暗戀，但因為心屬一也婉拒對方，導致大門宏抱持執念啟動的少女戀愛遊戲變成付喪鬼，該事件裡一度和一也發生裸身相見的情況，最終以內治和大門即時結束遊戲程式和毀去遊戲光碟，桐葉到場制止而中斷，趕到場的桐葉對此的註解為「到場時雙方半裸，要麼到中途，要麼已結束」。
一也為解決自身體質引起的離奇現象，宣布成立專門解決離奇現象的組織「煩惱諮詢室」後，正式成為「煩惱諮詢室」的成員。
白峰四郎（聲：國立幸）
一也的同班同學，屢戰屢敗的花花公子。喜歡胸部豐滿的女性。曾經為了搭訕而帶黑耀到餐廳去，還因此而欠了治50萬（代付）。
其想受女性歡迎的想法讓香水幻化成了付喪鬼，被一也和桐葉破壞變成付喪鬼的香水後，受詛咒反擊的影響，散發了整整一個禮拜的強烈狐臭。因為親身體悟付喪鬼的詛咒反擊經驗，決心幫助一也，故而在一也為解決自身體質引起的離奇現象，宣布成立專門解決離奇現象的組織「煩惱諮詢室」後，正式成為「煩惱諮詢室」的成員。
在番外篇中丟掉了長久保留的成人書刊，卻沒察覺到該書已成為付喪鬼，因一也等人找不到該書的主人而決定將其銷毀，直到隔天上學後從他的口中得知自己無法勃起，才知道該書的主人是他。
小山内治（聲：佐佐木詩帆）
一也的同班同學。漫畫研究社成員。外型是個留著西瓜皮髮型，身材瘦小，配戴眼鏡的少年。平常個性內斂少言，但面臨緊急狀態則能發揮分析能力評估並解決問題。有著在轉眼間完成一幅畫的能力，不僅在繪畫和同人活動方面有所造詣，也擁有豐富的遊戲知識。唯獨因為過於專注二次元世界，反而對二次元作品以外的女性不感興趣。
多度利用其專長幫助一也等人解決奇異事件，一也為解決自身體質引起的離奇現象，宣布成立專門解決離奇現象的組織「煩惱諮詢室」後，決定幫助一也面對問題，正式成為「煩惱諮詢室」的成員。
只田忠孝（聲：小松未可子）
3年3班學生學生會長。外型是個俊俏的少年，因為喜歡一也，不惜用男扮女裝接近對方，結果其喜歡「一也」的想法讓假髮幻化成了付喪鬼「髮鬼」。最後髮鬼被桐葉擊敗，忠孝則因詛咒反擊的關係而變成了禿頭，用另外的假髮掩蓋頭頂。因為受詛咒反擊反省自身作為，令其頭髮開始重新生長，故在一也為解決自身體質引起的離奇現象，宣布成立專門解決離奇現象的組織「煩惱諮詢室」後，決心幫助一也，正式成為「煩惱諮詢室」的成員。
奈中井菜菜子（聲：廣橋涼）
1年4班學生暨新聞社社員，留著雙馬尾髮型的美少女。本名為名護菜菜子，因為雙親離異，改回母親的姓氏。其想知道姊姊自殺原因的想法，讓姊姊遺留的頭髮幻化成姊姊的模樣的付喪鬼「類髮鬼」，但在看完姊姊的遺書後產生的想死的念頭反而使「類髮鬼」成為了真正的「髮鬼」。髮鬼被打倒後，菜菜子因詛咒反擊短暫失去聲音，但由於菜菜子從中反省，體認自身心態不成熟，令詛咒反擊的作用逐漸消退而慢慢恢復聲音，決心幫助一也，故在一也為解決自身體質引起的離奇現象，宣布成立專門解決離奇現象的組織「煩惱諮詢室」後，正式成為「煩惱諮詢室」的成員。

#### 其他師生
真中麻奈（聲：廣瀨有紀）
田徑隊成員，留著綁成馬尾的深藍色中長髮，眼角有淚痣的美少女。水島美津里憧憬的對象兼相識八年的好友。過去因為嚮往受人歡迎的美津里，開始模仿並增進自己，從而拉近和美津里的距離，甚至逐漸超越對方。但發現美津里在跑步的長才後，偶然在鞋店購入變成付喪鬼的跑鞋，轉贈給美津里，導致對方跑速無法成長。因為知道四郎的花心行徑而要求美津里和四郎斷決往來，反被美津里誤認為是嫉妒。美津里親自跑鞋歸還給麻奈，反讓麻奈動起殺意，志願被付喪神附身變成「附身附喪鬼」，最終因為美津里出面勸諫和一也與桐葉破壞其中一隻跑鞋，才恢復正常。事後因為詛咒反擊而無法步行，仰賴輪椅代步，並表明不會放棄喜歡美津里的心意。
水島美津里（聲：新田日和）
2年5班學生暨田徑隊成員，配戴緞帶髮箍，留著綁成馬尾的金色微波浪中長髮，藍色雙眼的美少女。因為見到諸多條件遠勝於她的麻奈產生自卑感，只能藉他人的肯定鞏固自信心。起初四郎不慎將給麻奈的情書誤投美津里的鞋櫃，轉而在頂樓跟四郎告白，但在四郎坦言真相深受打擊的同時，意外發現麻奈贈與她的跑鞋化成付喪鬼，遂將跑鞋歸還給麻奈，反讓麻奈動起殺意而身陷危險，及時因為ㄧ也和桐葉破壞跑鞋而化險為夷。事後美津里因為擺脫付喪鬼的影響，外型變得更成熟，最後更直接拒絕了四郎的第二次告白，並在表明有喜歡的人後看向了一也，令事件落幕。
中島（聲：濱添伸也）
上岡東中學校的學生之一。其想要創立TRPG社的想法讓素描簿幻化成了付喪鬼。可藉著在素描本繪畫，將畫裡的事物具體化，即便被創造的生物受傷，仍能藉著修改圖畫進行復原，但是創造的怪物強度會隨著繪圖者的繪畫功力程度產生變化，同時剪去、擦拭、撕毀、燃燒、弄濕畫紙圖案等舉動，將導致創造具體化的畫中物消失。最終因素描簿被內治掉包且畫出了更強力的怪物而敗北，事後因為見到治用素描本畫出的桐葉兇暴化的模樣，親手損毀素描本。由於是親手破壞掉付喪鬼而沒有受到詛咒的反擊。
大門宏（聲：濱田洋平）
上岡東中學校的學生之一。其想要獲得千里芳心的想法讓美少女遊戲幻化成了付喪鬼。當付喪鬼啟動能力的期間，範圍內的對象將可看見指定對象的對話選項，選對特定選項將會增加該對象的好感度，反之則會減損該對象的好感指數。最終輸給了一也的逆轉攻勢，對內治和桐葉坦言利用學校電腦啟動遊戲的真相，透過內治協助終止程式，親手取出並銷毀遊戲光碟。由於是親手破壞掉付喪鬼而沒有受到詛咒的反擊。
伊良波五十鈴（聲：橘英美里）
一也的班導師，是個留著金色波浪中長髮，開朗成熟的女教師。教授科目為國文。28歲，單身，害怕蜘蛛。
因為長期面對校方、家長、難以管教的學生心生煩惱，壓抑己身的影子性格，偶然間從美知音手裡取得枕頭的付喪鬼，開始沈溺在夢境裡控制他人的影子，藉此操控現實裡難教化的學生逃避現實，卻接二連三令班級的學生陷入夢境的危機，最終因為一也和桐葉率領「煩惱諮詢團」，透過菊理和貘夢的協助進入五十鈴的夢境，成功讓五十鈴覺悟而破壞付喪鬼。事後五十鈴開始學會接納並適時解放自身的影子性格，以新的心態重新面對校園生活。
女夫池
學校的數學老師，留著單束瀏海，將黑色短髮往後梳的女性。
仁枝
學校的音樂老師，將頭髮綁成單束，擁有巨乳的女性。
名護英子（聲：大和田仁美）
奈中井菜菜子的姊姊，已於兩年前跳樓自殺死亡。原本是個沉默寡言的人，藉由出現於自己胸前的付喪鬼「隆起物」而變得開朗，但隨著時間的經過連身體也逐漸受到「隆起物」的控制，並在「隆起物」控制下完成了告白的願望，後又在「隆起物」的影響下產生了殺死妹妹的願望，最終為了保護妹妹而選擇自我了斷。
根據漫畫單行本第三集附錄短篇，英子其實是中學時期和菜菜子洗澡的時候，因為見妹妹發育的身材而感到自卑，才間接促成「隆起物」於其胸部成型。
村月咲美（村月 さくみ）
仁科雄一粉絲俱樂部的一員。因為知道雄一和英子互有好感，但看不下英子因為顧慮粉絲俱樂部成員而避開雄一，遂藉著和其餘粉絲俱樂部成員疏遠英子，逼迫自己欺負英子來成全後者，未料英子為保護菜菜子而跳樓自盡，害怕自己和其餘粉絲俱樂部成員成為名護英子自殺的原因而將遺書藏了起來。直至英子的遺書公佈後，才理解英子墜樓的真相。
美砂美沙子（美砂 みさこ）
上岡東中學校排名第四的美少女。其登場回數少到連千里也不知道她的名字。因為看不慣四郎的花心而拒絕後者的告白，導致四郎產生希望受女性歡迎的執念，令四郎的香水變成付喪鬼。
高山隆志
一也的同班同學，被五十鈴老師視為問題學生，在五十鈴使用枕頭化成的付喪鬼「夢枕」觸發多名學生陷入沉睡的事件裡成為受害者之一。
奈月夏樹
一也的同班同學，被五十鈴老師視為問題學生，在五十鈴使用枕頭化成的付喪鬼「夢枕」觸發多名學生陷入沉睡的事件裡成為受害者之一。
三河三雄
一也的同班同學，被五十鈴老師視為問題學生，在五十鈴使用枕頭化成的付喪鬼「夢枕」觸發多名學生陷入沉睡的事件裡成為受害者之一。
仁科雄一
上岡東中3年3班的男學生，外貌俊美受女學生歡迎。和英子互有好感，接受後者的告白交往。英子身亡兩年後，幫助一也等人調查英子死亡的真相。
越坂部優
仁科雄一粉絲俱樂部的一員。察覺雄一只在乎英子，加上粉絲俱樂部其餘成員排擠英子而退出粉絲團。
伊倉多羅子
仁科雄一粉絲俱樂部的一員。
小金井加奈子
仁科雄一粉絲俱樂部的一員。
竹井拓己
上岡東中2年4班的男學生，喜歡過菜菜子但被拒絕。後來見一也和桐葉親暱互動而心生嫉妒，試圖威脅一也，結果先被一也和和桐葉聯手擊敗。
松田正人
上岡東中2年4班的男學生，喜歡過美沙子但被拒絕。半年前曾經欺負勒索一也，後來見一也和桐葉親暱互動而心生嫉妒，試圖威脅一也並佔有桐葉，結果先被一也毆成重傷，再被一也和和桐葉聯手擊敗。
梅澤潮
上岡東中1年3班的男學生，喜歡同班的只田但被拒絕。後來見一也和桐葉親暱互動而心生嫉妒，試圖威脅一也，結果被一也和和桐葉聯手擊敗。
脇坂若菜（聲：河野日和）
上岡東中的女學生，戴著眼鏡的強勢少女。因為對自己被男友主動提分手心生不滿，產生想要破壞情侶檔的念頭，導致手邊的雙六遊戲變成付喪鬼。被帶進遊戲範圍的男女搭檔必須按指示回答攸關彼此的感情問題和對方的私人秘密，答錯的話將導致女方被脫去衣物直至全裸。若在遊戲完全失敗將會被變成人偶。
在學校裡利用付喪鬼將一也、桐葉、明人、亞留美帶進遊戲世界，一行人闖關至最後關卡時，因為桐葉答錯一也心儀的對象而導致兩者出局，最終由明人和亞留美回答對方喜歡的對象，才成功通關讓若菜親手消滅付喪鬼。由於是親手破壞付喪鬼，所以沒有產生詛咒反擊的現象。
布津浦楓
上岡東中2年4班的女學生暨超自然研究社的唯一社員，面有雀斑的短髮少女。為逃離普通枯燥的生活，自小學時期便熱衷著追尋超自然現象，但因未能如願而寄情相關主題的漫畫小說等作品，導致珍藏的超自然小說變成付喪鬼，令書中的怪物出現在現實世界作亂。最終一也和桐葉擊潰書裡的怪物，欲將小說交給楓親自損毀，小說仍因受到衝擊嚴重掉頁，楓則受詛咒反擊的影響喪失了攸關該事件的記憶。
小林木乃香
上岡東中2年4班的學生暨戲劇社成員，帶點男孩子氣的少女。因為不滿被戲劇社成員看輕她著作的劇本，加上被社員任意差遣兼劇本遭任意塗改而心生不滿，令所著劇本變成付喪鬼，為了報復遂利用付喪鬼的能力將學校環境和師生變成劇本裡的模樣，自己則沉溺於變成劇本冒險世界探險的勇者而無法自拔。因為不聽一也和桐葉的勸導堅持迎戰，敗北後被一也和桐葉銷毀劇本，木乃香則受詛咒反擊的影響，髮型被固定成劇本裡勇者的模樣。

### 皇家
皇素直（聲：大地葉）
皇家的長女以及皇流劍術繼承者。留著紅色短髮，紅色雙眼的少女。個性倔強，自尊心強，不允許自己失敗。私底下有著傲嬌的一面。只要一也和其他女性有過親暱的接觸，就會出面制止乃至於將其痛扁一頓。葛籠殿的分類等級實力為三印，之後為了拯救虎鐵而自我覺醒，繼一也之後出現的第二位「人神合一」境界的「九印」持有者。
年幼時為了要報哥哥的仇而擅自帶走虎鐵，但付喪鬼卻早一步在眼前被奏歌打倒，為消除未解的仇恨而時常挑戰奏歌，仇很心態也逐漸轉為敬仰，後為增強實力而進入了降靈大將培育所「葛籠殿」。同時也是個問題學生，曾在三個月內因動不動找人決鬥而被關入禁閉室82次，在同屆生之間的綽號為「素直鬼」。
為了尋找奏歌，抵達學校對一也和桐葉發動攻擊。因認為一也沒資格繼承奏歌的腰帶而提出了決鬥的要求，雖然有著比一也高的實力，但其只把付喪神當工具使用的心態讓虎鐵累積了不少損傷，最終因刀柄破損露出了空隙而敗北。由於主動向對手發起挑戰而失敗，被視作有違皇家名聲，被母親提出和一也以結婚為前提交往的要求，不僅因為母親的監視和一也接吻發生極親暱的肢體接觸，還差點假戲真做發生關係，但也在過程中察覺一也的溫柔而產生好感。
經歷響石洞窟的事件，素直和虎鐵正式解開彼此的心結，領悟人神合體。以轉學生身份帶著虎鐵轉進一也的學校，加入「煩惱諮詢室」協助一行人作戰。奏歌被召喚出來後以「狐面」的偽裝身分再次進入葛龍殿監督一也，解除偽裝身分後表明幫助一也等人對抗隸付喪神派。
在一也前往黃泉營救菊理期間，實力升上七印等級。但因為沒有做好殺人的覺悟而在升上八印的五張推薦票中落選，之後於媒墨卓幫助下進行與降魔犯沖浦王丹的對決，並在魂影牢的試煉下提升實力。但在堰向奪取亞留美的作戰中因發現哥哥的遺體被脇黑丸和合給帶去改造的過往而正面對決，失去體力昏倒後由脇黑丸抓去改造。
虎鐵（聲：大久保瑠美）
日本刀幻化成的付喪神。人型姿態是個齊瀏海短髮，穿著短狩衣的男孩。由於個性弱勢，時常被素直牽著鼻子走，被一也認為從其身上看見自己的影子。和一也的一戰之中，刀柄因時常被用於防禦而損壞。被置於響石洞窟期間更因為未能保護素方的自責心，致使負面念頭變成怪異攻擊一也、桐葉、素直，最終素直對自己先前不當對待虎鐵的態度感到懊悔，道出自己重視虎鐵和希望彼此並肩作戰的心聲，才讓虎鐵脫離怪異的控制，雙方至此和解並聯手擊敗怪異。
跟隨素直加入「煩惱諮詢室」協助一也等人作戰。
皇進（聲：若本規夫）
素直的父親。相當疼愛素直。年輕時期本是在皇家修習劍術的墊底學徒，某次因為碰巧在打掃完浴室時，因為見到準備入浴的鈴理過於吃驚，不慎鬆手讓手裡的拖把觸碰到鈴理，結果反而引起鈴理的注意，經過鈴理的一番鍛鍊提升己身實力，六年後獲得認可和鈴理結婚。一也和素直決戰後，認為一也是欺辱素直的對象，屢次企圖攻擊一也，但最終不是誤擊素直，就是落得被鈴理痛毆一頓的下場。
皇鈴理（聲：五十嵐裕美）
素直的母親。前任皇家當家。留著紅色短髮，五官端正的美人，平常個性高自尊心，端莊有禮，一旦生氣就會變得很可怕，甚至還會對犯錯的丈夫和女兒給予嚴厲的懲罰。素方的容貌和素直的性格就是遺傳自她。
年輕時期是皇家的獨生女，經家族的鍛鍊修成高強的劍術。雙親提出「唯有能一劍碰及鈴理的對象，始能和鈴理交往」的條件，替鈴理篩選入贅夫婿，結果因為進在浴室不慎讓手裡的拖把觸碰到鈴理，反讓鈴理開始留意進的存在，經過六年期間雙方才正式結婚，生下素方和素直。
對於身為皇流劍術繼承人的素直的所為感到生氣而教訓了她一頓，為了守住皇家常勝不敗的傳統而要求素直以結婚為前提和一也交往。在考驗一也和素直的情感過程中，發現一也誠懇善良的性格，遂中意並支持一也和素直結為夫妻。
皇素方（聲：高塚智人）
素直的哥哥暨虎鐵的前任持有者，也是素直嚮往崇拜的對象。
生前希望妹妹過著平凡人的幸福生活，志願擔任皇流劍術繼承人，將虎鐵視為重要夥伴，但在多年前某日遭逢實力遠勝自己的付喪鬼，不敵對方遭殺害。素方身故後，該付喪鬼被奏歌解決，素直卻認為是虎鐵實力不足才導致素方身亡，直至多年後素直才願意接受真相並解開當年的誤會。實際上是當時對上付喪鬼之際不敵並兩敗俱傷，最終身亡時除了左臂之外遺體被脇黑丸和合給帶走並改造成大眼付喪鬼，而脇黑丸稱之為最好的素材，但在某次戰鬥中被當時的奏歌給殺掉。

### 神祇
火之煌（聲：折笠愛）
上岡的鄰鎮小宮的土地神「火之迦具土神」，外型是個留著向後放的金色中長髮，雙眼擁有像貓般的尖瞳孔的青年。擁有操控火的能力。在對皇素直進行降靈大降的測驗時用了「天火」，但因結界下的太薄弱而差點把自己的神社給燒了。迷途之家攻打上岡區期間，協助一也等人防守上岡區結界範圍。外表看起來很像男生，但其實是一位女生，聲音中性。
金山多具理（聲：M·A·O）
金羅神社的祭神「金山毘賣神」，外型是個留著層次卷短髮的成年女性，力大無窮；武器為祭祀法器「金剛柱」，擁有施展金剛術式的力量。平常總是面帶笑容，但在菊理遭受威脅時，則會露出腹黑的一面制裁敵方。以玩神經衰弱遊戲來決定可以借多少錢，所使用的牌為黃銅所製，牌上除借款金額外上還印有各種色色的指令，由於多具理是個不折不扣的蘿莉控，該組牌實際上是為了滿足個人喜好而做的。若是借貸對象無法償還借款，則會要求對方讓其作出高尺度行為作為替代償還措施，之後因見識到真音的力量（拍攝菊理的裸體畫面)，成為了真音的死黨。迷途之家攻入上岡、奏歌復活的戰鬥中時被削去左手，後來在某位土地神的幫忙下重新接回去，洗澡時以復健的名義幫前來視察的央菜刷洗身體。
兼爺
天象神社的祭神「八意思兼命」，外型是個身材矮小的老者。外貌看似和藹，其實很好色，能操縱氣候，並藉由天候來進行索敵與探查，武器為「天象袋」，與和藹的外貌一反，實力不遜於金山，擁有以變化天候為絕技的「雷三叉」、「神裂冰柱」等強大招式。
在一也等人前去購買詛咒預報捲軸時，提出以玩神經衰弱遊戲抵不足的金額的意見，反而被桐葉與菊理打了一頓。
於迷途一家襲擊事件時，破解了迷途之家的隱密行動路線，面對復活後的奏歌時，與金山、菊理等神祇一同對決奏歌，經過一番天地異變的激戰，三神最終不敵奏歌，被打成重傷後回到自身的神社療傷。
磐長姬
久遠時代的土地神。右臉有著石班紋的女性。迷途之家的討伐對象之一。過去在大饑荒時期為了淨化和調整詛咒，持續消耗神力導致自身衰弱，結果在其侍從和降魔大將外出除禍期間被付喪神軍團討伐，雙方交戰七天七夜後，最終敗給付喪神軍團，也造成付喪神軍團幾近全軍覆沒，而該付喪神軍團就是後來成立的「迷途之家」。
豐玉姬
足狩灘的天波神社的祭神「豐玉姬命」，守護海域的海神。外型是個淺青色中長髮，紅色雙眼，雙耳為魚鰭的女性。透過菊理委託一也和桐葉，調查海邊被崇拜天狗的密教團舉行儀式的祭壇。事件落幕後邀請良月擔任她的降魔大將，但被初雪以良月已有效忠的土地神為由婉拒。
館壤羽仁彌
館壤神社的祭神。外型是個綁雙邊髮髻，穿著像中學生的少女。能夠依照靈魂的形式重捏人的肉體，被姬小花央菜和金山多具理請來救回班井枡次。

#### 大銀白羽儀神社
位於I縣H市的神社。安置著被奏歌殺害的上岡菊理的遺體。
白羽儀菊理
大銀白羽儀神社的祭神「白山妙理權現菊理媛命」，眾多菊理媛神中的一位，外表是比上岡菊理更成熟豐滿的女性。在上岡菊理被殺害後馬上派出神使接回遺體並完全修復。因為需要喚回上岡菊理進入黃泉之國的靈魂才能完成復活，找來了一也進行黃泉返還。
白刃翅白根
大銀白羽儀神社的神使，寶劍的付喪神。相當愛慕白羽儀菊理，不認同一也一行人有足以完成黃泉返還的實力。

#### 黃泉之國
道返大神
鎮守黃泉比良坂進入黃泉之國的道返大岩關最後檢查的大神「塞坐黃泉戶道返大神」，上百人高有如巨岩一般令人難以察覺。會將試圖硬闖黃泉國的入侵者以道返拳法直接打回現世。傳說左手腕在數年前被一名人類少女砍斷。

### 迷途之家
三浦日（聲：露崎亘）
房屋的付喪神暨迷途之家創始者。人型姿態是個留著中分白髮的男子，同時也是無意間造成一也成為「忌諱之子」的禍首。
一千多年前因為不二山爆發，導致附近區域泰半被毀滅和嚴重傷亡，連仰賴人類而生的付喪神都無法倖免，三浦日為了讓流離失所的付喪神有歸宿，懇求當時的土地神建立臨時庇護所收容同胞卻不被接受，遂聯合其他付喪神殺害該名土地神，將天御柱的石片鑲嵌進體內，藉著封禁己身意識壓抑石片的強烈力量，化為迷途之家的本體，其變成既身佛肉身則安置在迷途之家的地下室，鎮住迷途之家。
後為了取得石片兼討伐土地神，解除自封狀態，率領迷途之家的付喪神攻進一也所在的上岡區，最終因疏於防備而被薊美變化的腰帶貫穿身軀而亡。
丹面（聲：宮崎敦吉）
木碗的付喪神，迷途之家的家主，人型姿態為頭戴碗帽的老者，迷途之家的成員稱為「碗爺」。一千年前偕同其他付喪神跟隨三浦日討伐土地神磐長姬。
左晶和右晶
鞋的付喪神，人型姿態為孿生姊妹。丹面的近侍。
三條
手杖的付喪神。參與討伐土地神磐長姬的倖存者之一。人型姿態是個手駐拐杖，配戴頸巾的禿頭老者。
千影（聲：矢方美紀）
槍的付喪神。參與討伐土地神磐長姬的倖存者之一。人型姿態是個留著有呆毛的短髮，身穿戰甲，手持長槍的少女。明人的摯友。個性較明人來得成熟開朗，擅長近身戰。迷途之家攻進上岡區戰敗後，一度和其他成員被斑井為首的隸付喪神派成員封印，為一也、央菜、響華所救，跟著迷途之家的成員幫助一也等人對抗斑井等人。
針之系信
針的付喪神。參與討伐土地神磐長姬的倖存者之一。人型姿態是個留著黑長髮的瘦削少女。個性安靜內向，對一也願意無條件幫助付喪神感到動容，迷途之家攻進上岡區戰敗後，一度和其他成員被斑井為首的隸付喪神派成員封印，為一也、央菜、響華所救，跟著迷途之家的成員幫助一也等人對抗斑井等人。當響華因為不願被當成利用道具而拒絕和一也合作時，出面婉勸響華，透過朱紋橋將自己觀察到一也真實的心態傳給她。
九殿武鬥會賽前，以自身的靈力幫助一也修復桐葉的本體，成為一也得以在比賽期間逆轉劣勢取勝的關鍵。
武鬥會篇結束後，與響華、真音、佐久天一同成為一也的付喪神。異世界小說篇後曾對一也弄丟鏡子的事情特別認真，進入黃泉之國時為輪流補充靈力而與另外四位猜拳，成為第一位與一也陪睡的對象。
絕招：「斧磨針」靈辿刺、靈系逢
注久
酒器的付喪神。人型姿態是頭上有個酒器、遮住眼睛的黃灰色包包頭與連身毛衣的女性。與迷途之家同舟共濟，也是斑井一派迫害下的受害者，後受到一也的保護後，與迷途之家一同幫助一也，對抗斑井一派。
武鬥會篇結束後，與響華、真音、系信一同成為一也的付喪神。
絕招：「湖香器」三忘酒、八速酒、九命酒。
朱紋橋
橋的付喪神。人型姿態為頭戴橋柱裝飾的帽冕，穿著長袍的女性。能透過雙手接觸兩位指定對象的身體，將其中一方欲傳達的想法訊息，傳給另一方。在系信說服響華同意和一也合作的時候，擔任傳遞的中間人，將系信觀察攸關一也的真實想法傳給響華。
美鷹美真音（聲：內田愛美）
鏡子的付喪神，人型姿態是個頭矮小，留著橘色碎中長髮，碧色雙眼的女孩。個性心口直快，有著強烈的好奇心，經常無意間將秘密洩漏給他人。擁有觀看指定事物、複製並變身指定對象的容貌、模仿對手招式、反射對手攻擊、將指定對象困在鏡中世界的能力。偕同明人等人參與討伐土地神的行動，將變成付喪鬼的枕頭拿給五十鈴老師而造成學生接連陷入沉睡的騷動。因為貪玩流連電玩店而偶遇一也和桐葉，結果在電玩機台的付喪鬼被收拾後，主動向一也和桐葉表明身份，跟著明人加入「煩惱諮詢室」當間諜人員。
迷途之家攻進上岡區戰敗後，曾一度被斑井特別安置，隨著親付喪神派勝出九殿武鬥會而遭釋放。
武鬥會篇結束後，與響華、佐久天、系信一同成為一也的付喪神。
安次峰明人（聲：坂田將吾）
付喪神結拜三兄妹之一。蟹足剪的付喪神，人型姿態為留著白色波浪短髮，紫色雙眼的少年。擅長武術，主要擔任保鑣一職。因為服侍前幾任宿主的期間見證人心醜惡的一面，明人和亞留美告知受害的村民真相，令憤怒的村民殺死宿主，卻反被村民譴責兩者是為害村莊的加害者，出於悲憤和感到背叛而殺害村民，不願再被他人利用，遂帶著亞留美四處流浪。途中偶然踏進「迷途之家」，得知迷途之家存在的真相。為取得天御柱的石片而四處奔走，甚至不惜策畫討伐土地神的計劃，偽裝成一也的同校學生展開行動。
起先因為擔心有不必要的麻煩而刻意和一也等人維持距離，但因為接連和一也等人遭遇和聯手解決付喪鬼的事件，加上他和亞留美在浴場間的祕密被美真音告訴給桐葉當成把柄，出於無奈兼企圖調查一也等人，半志願地帶著美真音加入「煩惱諮詢室」成為實戰人員。響華四人組暗殺土地神的事件裡，因為聽見一也希望幫助迷途之家的付喪神尋找真正適合的持有者為之動容，迷途之家進攻上岡區戰敗後成為臨時代表，和一也化敵為友。帶領迷途之家的付喪神幫助一也對抗斑井等人。
八津川安樹（聲：菊池幸利）
弓箭的付喪神，人型姿態為黑色短髮，有著鳳眼的俊美少年。個性沉默寡言，其實很溺愛小孩（美真音）。擅長使用弓箭作戰。初次和明人會面便誤認後者為入侵者，導致雙方大打出手，但消弭誤會後反成為明人的摯友。迷途之家攻進上岡區戰敗後，一度和其他成員被斑井為首的隸付喪神派成員封印，為一也、央菜、響華所救，跟著迷途之家的成員幫助一也等人對抗斑井等人。
安次峰亞留美（聲：杉山里穗）
付喪神結拜三兄妹之一，水晶球的付喪神，人型姿態為留著齊瀏海白色長髮，頭髮綴有水晶般的髮飾，紫色雙眼，有著豐滿上圍的少女。擁有看透過去、預知未來、千里眼的能力，但由於發動能力頗消耗氣力，其準確度易受時間和距離增加，令準確度下降。發動能力後，接下來的一個月裡都不能再次使用預知能力，僅能每個月使用一次預知能力。已知最能準確占卜結果的期限為十五天後的事件。此外還能透過碰觸指定對象的額頭，令範圍內的對象能夠「共享六感」，預知對手行動，缺點是發動六感共享能力期間，自己無法移動。對義兄明人抱有戀兄情結。
因為服侍前幾任宿主的期間見證人心醜惡的一面，明人和亞留美告知受害的村民真相，令憤怒的村民殺死宿主，卻反被村民譴責兩者是為害村莊的加害者，兩者殺害村民後，不願再被他人利用，四處流浪的途中偶然踏進「迷途之家」。得知迷途之家存在的真相。為取得天御柱的石片而四處奔走。偽裝成一也的同校學生展開行動。
跑鞋付喪鬼事件裡現身在一也的面前，藉著預言能力和寓言暗示，幫助一也等人發現該事件的當事人心結。結果其和明人在浴場間的互動被美真音透露給桐葉，為達成目地跟著明人接近「煩惱諮詢室」成員們。迷途之家攻進上岡區戰敗後，被斑井特別安置，隨著親付喪神派勝出九殿武鬥會而得以釋放。
安昭
付喪神，原型不詳，人型姿態是身材強壯且肌膚黝黑的男子。跟著迷途之家的付喪神參與制服薊美的任務。迷途之家攻進上岡區戰敗後，一度和其他成員被斑井為首的隸付喪神派成員封印，為一也、央菜、響華所救，跟著迷途之家的成員幫助一也等人對抗斑井等人。
薊（聲：大野柚布子）
黑色腰帶的付喪神，人型姿態是個留著黑色齊瀏海長髮，散發神秘氣質的少女。擁有詛咒傳達和製造分身的能力，生氣時會散發強大的能量破壞週邊事物。
真實身份是一也童年時期為求自身實力增長至能和奏歌交戰，抱持該意念而利用黑色腰帶創造的付喪神，當時便對一也懷有愛意。但是後來一也出於實驗從自家倉庫取出奏歌的學生制服，利用其靈力喚醒制服的付喪鬼，但實驗失敗，本來她是要幫忙一也收拾東西回家的，但接觸制服後，精神被吸進制服中，於精神世界中遇到了長得像學生時期奏歌的付喪鬼，她雖試圖抵拒，仍被對方壓制並與該付喪鬼強行融合，變成擁有兩種強大力量的付喪神，且利用自身力量觸發了寄宿在奏歌體內的心魔，進而控制了奏歌，導致桐葉為解救一也而忍痛手刃奏歌，該事件裡命危的一也則被桐葉帶往菊理的神社，封印攸關奏歌的記憶。
由於和制服付喪鬼融合，精神層面同時擁有薊原本的溫和善良的性情和制服付喪鬼接近無口冷漠的性格（精神領域裡，穿和服者為真正的薊，穿制服者為付喪鬼的精神）。原本被封印在某處山林，被迷途之家的付喪神們帶回，為了讓一也親手殺死自己，向迷途之家提出「不得傷害降魔大將」的交換條件，參與削弱和討伐土地神的計劃。因為在電玩店裡見美知音和明人被一也和桐葉拖著玩遊戲機台，一怒之下釋放力量破壞店家，結果被一也出面解危而消弭怒氣。迷途之家攻進上岡區的時候，手刃三浦日，召喚出已故的奏歌和一也等人交戰。
玄斧（聲：濱田洋平）
斧頭的付喪神。人型姿態是個有著兇狠神態的男子，使用巨斧作為武器。和明人不合。偕同其他三名激進派付喪神藉著食用人類生命力獲取靈力成為食人鬼，因不滿明人等人未能迅速殺害土地神取得石片，遂踏進菊理的領土將巡邏的黑耀重創成傷，後來在決戰裡和明人窄路相逢，不聽明人的勸阻堅持進攻，結果反被明人利用美知音採購的數雙木筷架成斧架牽制行動，最終被明人持分離的鋏剪殺死。
響華
詳情請參照「響華（きょうか）」。
扇雅、盾合（聲：美齊津惠友、菊池幸利）
扇雅是折扇的付喪神。人型姿態是個乾瘦男子，擅長操作折扇作飛行武器和近身作戰；盾合是木盾的付喪神。人型姿態是個圓臉胖男子，擅長操作盾牌進行防禦攻堅。偕同其他二名激進派付喪神藉著食用人類生命力獲取靈力成為食人鬼，因不滿明人等人未能迅速殺害土地神取得石片，遂踏進菊理的領土將巡邏的黑耀重創成傷，後來在決戰裡對抗金山多具理，卻未料到金山多具理已經事先穿戴護甲作為防備，最終連同盾合被金山多具命施展的金剛術式殺死。
六角（聲：鷲見昂大）
六角棍的付喪神。率領其他激進派付喪神企圖暗殺菊理，結果反被菊理全數殲滅。
三十郎
陶盤的付喪神。可藉著陶土創造出大群泥人發動攻擊兼混肴對手，趁著明人、亞留美、安樹、美真音離開迷途之家的期間，偕同激進派策動謀反，但被透過阿佐美協助返回迷途之家的明人等人制止並擊敗。
三船
寶船的付喪神。在迷途之家進攻上岡區的期間，擔任交通工具承載迷途之家的成員。三浦日被殺害後，失去隱型能力，耗盡靈力墜落地面。
紫煙
煙斗的付喪神，可操控煙霧。在三浦日被殺害後，跟著其他迷途之家的成員墜落地面。
古拉蒙
留聲機的付喪神，可紀錄指定對象的聲音訊息，依據指定對象需求設定於指定時間播放。九殿武鬥會裡被大樂大輝用封印帶強制束縛提供靈力，導致自身靈力被抽乾。
土白
植木盆的付喪神。九殿武鬥會裡被鷲上若菜用封印帶強制束縛提供靈力，導致自身靈力被抽乾，最終因為信九郎擊敗若菜導致自身損毀身亡。
節密
畫筆的付喪神，擁有創造幻象的能力。
男十郎、切姬都
男十郎是陀螺的付喪神，切姬是小刀的付喪神，待在「迷途之家」的期間都因耗盡靈力而死亡。

### 葛籠殿

#### 親付喪神派
織小花央菜／織小花央姬（真名）（聲：早見沙織）
葛籠殿的殿主，八印。央菜體型較為矮小、央姬則為一般人體型。外型是個留著貓耳長髮，身材嬌小的少女，實際年齡超過八十幾歲。為頭髮的付喪神和人類結合所生的混血兒。個性沉穩，處變不驚，即便被遭響華附身的一也騷擾也不會驚慌動怒，認為人類和付喪神站在同等立場，才能發揮最強的力量。擅於體術和操控自己的頭髮攻擊對手，也能運用自身靈力製造分身，藉此監督指定對象，但是這段期間分身將會分散本尊的力量。唯獨非常忌諱攸關年齡的話題。主張「將付喪神視為朋友對待」的親付喪神派的領袖。初體驗在二十一歲時給了自己的分身。
其實力直至與分身結合為完全個體後才是完整狀態，具有令葛籠殿全體望塵莫及的壓倒性靈力差距，甚至超越了屬性相剋。
多年前於葛籠殿除妖的期間，偶然發現在火災現場逃生的奏歌，察覺其具備成為降魔大將的高度潛力，遂引薦奏歌進來葛籠殿修煉。奏歌身故幾年後，率領葛籠殿眾拘捕迷途之家的殘黨和支援一也等人，向一也提出至葛籠殿修煉和擊敗奏歌的要求，但因為被副頭領班井誣陷其和迷途之家謀反的罪名，請求一也擔任親付喪神派的代表戰鬥人員，對抗班井為首的伐付喪神派。
武鬥會篇中率領一也等人奪得了大會冠軍，重掌政權，與班井協議了密約，因班井無法繼續承受詛咒反擊，而使班井決定幫助她修復迷途之家的付喪神們，條件是班井希望她能將自己從葛籠殿中的歷史紀錄中抹去，並秘密處死自己，但她毅然決定讓班井重新轉化為人類之姿，以一名妙齡少女的身分活著。
貘樂（聲：湯淺楓）
夢枕的付喪神，人型姿態個留著中分短髮，有著豐滿上圍，穿著奇異風格服裝的少女。能運用自身力量，令自己和指定對象的精神踏進他人的夢境世界。興趣是踏進並觀察指定對象在現實和夢境的性格差異。由於人類睡眠作夢期間會殘留部分靈魂在枕頭上，所以也樂衷於搜集會作美滿的夢的對象的枕頭。
曾運用其能力幫助「煩惱諮詢室」成員進入五十鈴老師的夢境解決付喪鬼，事後因為窺探其夢境，得知其有著渴望異性的慾望，感到有趣之餘向一也索取他的枕頭，作為協助一行人的報酬。奏歌被封印在時間結界後協助一也理解母親的過去。
田鎖高乃
田鎖兄妹裡的妹妹，八印。表面跟著兄長拓海加入隸付喪神派，實為親付喪神派的成員。十分在意兄長對其的評價，但經過一也勸勉後有所改變。使用的武器為母親田鎖薪生前遺留的鎖鍊，所分裂成的長鎖鍊付喪神「笹幕」。有著多度被遭響華附身的一也進行親密接觸的經驗，對一也抱有好感。
暗地幫助一也和央菜逃獄兼聯繫親付喪神派的成員。參加九殿武鬥會，對抗其兄長，因為憶起一也的指導和勉勵克服心結，以自身悟出「借力使力」的獨門絕技「大螺旋鐵鎖」成功戰勝對方。
笹幕
長鎖鍊的付喪神，人形姿態為穿著和式短上衣和輕裝長褲，手持鎖鍊的少年。
戶葉徹
七印的男性見習生，持有付喪神為發條「羽葉印」。雖然年紀尚小，但曾在執行任務期間獨自解決十幾隻雜妖。在九殿武鬥會敗給勢溜剎那。
月瀨堤
七印的女性見習生，持有折扇的付喪神。在九殿武鬥會敗給小碁石江。
狐面
詳見皇素直。
鈴谷菫
七印的女性見習生，奏歌的昔日同窗，是個習慣將頭髮綁成兩束，配戴眼鏡，被央姬稱為「排行葛籠殿美乳女性前幾名」的女性。成績處於前端班的下層，性格唯諾，容易被環境影響。知道奏歌被某些學生欺負但不敢挺身而出，因為另三名女學生刻意杯葛奏歌，只能取用手裡劍的付喪身作為武器，和奏歌合作完成任務後和其成為朋友。為大樂大輝的暗戀對象。菊理逝世後，一度被班井派人限制行動，經由一也、響華、高乃、央姬協助脫困，和其餘親付喪神派成員成功會合，幫助一也等人對抗隸付喪神派。九殿武鬥會裡對抗大樂大輝並成功戰勝對方。
十刀
手裡劍的付喪神，人型姿態為穿著忍者裝護甲，身材矮小的男性。和桐葉同時期被送進葛籠殿。
東那離璃（日和）
八印的女性見習生，奏歌的昔日同窗。過去多次背著師長欺負奏歌，在降魔大將測驗中刻意和另兩名女學生困住奏歌，選取武士刀的付喪神作為武器，但見識過奏歌的真本事後徹底改觀成為朋友。菊理逝世後，被班井派人限制行動，經由一也、響華、高乃、央姬協助脫困，和其餘親付喪神派成員成功會合，幫助一也等人對抗隸付喪神派。九殿武鬥會敗於鯰川步。
笹直次
刀的付喪神，和桐葉同時期被送進葛籠殿。
獅子崎信九郎
菊理的前任降魔大將，七印。身材高大，肌膚黝黑的男子。個性看似強勢，其實有著被虐癖的一面。使用的付喪神為戰兜「蒼心兜」，可變化出鎧甲防禦攻擊，變化各種兵器作戰，甚至召喚亡靈士兵攻擊對手。因為愛慕菊理，拒絕和奏歌交接降魔大將的職位，菊理不得已遂令信九郎和奏歌在神社裡展開對決，最終該場對決由奏歌勝出，桐葉則不惜當場脫光菊理的全身衣物，令目擊菊理的裸體而過於吃驚的信九郎當場昏倒，被葛籠殿派來迎接的人員接回葛籠殿。
菊理逝世後，信九郎聞訊深受打擊，被班井派人限制行動，經由一也、響華、高乃、央姬協助脫困，和其餘親付喪神派成員成功會合，幫助一也等人對抗隸付喪神派。九殿武鬥會勝於鷲上若菜。

#### 隸付喪神派
班井枡次
葛籠殿的副領頭，八印。和央菜同年期，主張「付喪神為人類利用的道具，違背人類即處決」的隸付喪神派。為主掌葛籠殿不惜陷害央菜為首的親付喪神派成員。九殿武鬥會利用魁纍帶控制迷途之家付喪神，令一也和響華陷入苦戰，導致響華為幫助一也而耗盡自己的力量變成碎片，但由於一也賽前透過針之系信的協助修復桐葉的本體，最終反被一也和中途復甦的桐葉聯手擊潰。事件過後班井受傀儡帶副作用影響變得不成人形，同意救助失去靈力的迷途之家成員，作為得以被央菜親手解脫的交換條件。
但央菜認為班井對葛籠殿仍有用處，與金山多具理請來羽仁彌將他復原並轉化為一名幼齡女子，而他曾用傀儡帶強化了亞留美，看到了三年後解除封印的奏歌將上岡化為一片人間煉獄的恐怖未來，因此政變失敗的他還在想辦法要迴避這個未來。之後在由他附屬的小型團體安閒舍告知說全國的降魔犯開始行動之下暫時回到葛籠殿。
加賀式白豔香
香爐的付喪神，人型姿態為髮覆左眼的女性。能釋放香氣迷昏指定對象，亦能趁指定對象意識薄弱時用香氣令其吐露實話。受斑井指使，趁著央菜入浴期間現身迷昏對方，令斑井套問傀儡帶的下落。
田鎖拓海
田鎖兄妹裡的哥哥，八印。隸付喪神派的成員。據其妹高乃所稱是個從學習至生活都很優秀的少年，對高乃相當嚴厲，私底下仍關心著她。使用的武器為母親田鎖薪生前遺留的鎖鍊，所分裂成的長鎖鍊付喪神「銀繼·時雨」。其母於多年前花見谷縫過世後，依照縫的遺囑，將桐葉帶進葛籠殿，和靜月擔任降魔大將考驗的監視者。因為母親多年前傷重逝世的影響，成為實力至上的現實主義者。九殿武鬥會對抗妹妹高乃，被高乃擊敗。
小碁石江
七印的男性見習生，隸付喪神派，在九殿武鬥會戰勝月瀨堤。
勢溜剎那
七印的女性見習生，隸付喪神派。持有付喪神為木偶「人凝香」，在九殿武鬥會戰勝戶葉徹。
大樂大輝
七印的男性見習生，是個喜歡巨乳女性，被央姬戲稱「歐派星人」的男性。持有付喪神為不倒翁「石丸」，當其詠唱成功且碰著對手後，能利用不倒翁的能力在對手頭頂放置計拍器，對手在未完成詠唱期間可自由行動，但在完成詠唱瞬間，將依據計拍器的數字延緩對手可再度行動的時間。
暗戀鈴谷菫，曾五度寫情書給堇但皆以失敗告終，在九殿武鬥會和堇展開對決，利用封印帶強迫留聲機之グラモ提供靈力，一度牽制堇的行動，但在堇意外走光的時候因趁機對其毛手毛腳露出破綻，被堇趁隙擊敗。
鯰川步
七印的女性見習生，隸付喪神派。使用裹巾的付喪神空久佐作戰，可利用裹巾困住指定對象，從裹巾內部發動攻擊使對手窒息。九殿武鬥會勝於東那離璃（日和）。
鷲上若菜
八印的女性見習生，隸付喪神派。九殿武鬥會利用封印帶強迫植盆之土白提供靈力，敗於獅子崎信九郎。
四百伊織
八印的女性見習生，隸付喪神派。持有付喪神為盆栽「太郎松」，可操控植於盆裡的松樹進行攻擊和防禦。九殿武鬥會利用封印帶強迫髮簪的付喪神提供靈力，對抗織小路央姬。
媒墨卓
八印的男性見習生，隸付喪神派。付喪神為墨斗「龍哈」，可使用線繩與線錐進行攻擊，並能在空間中彈出鋒利的墨線。甚至可用染墨的黑線編織成手甲、足甲、鎧甲與分身。最後敗於與虎鐵人神合一的皇素直。
七尾直樹
三印的見習生，習慣欺負下印生。因為見一也被招募進葛籠殿心生不滿，趁著一也和央菜被關進牢裡時羞辱對方，後趁兩者逃獄時出面迎戰一也，被後者輕易擊敗。

#### 派系未詳者
靜月
葛籠殿的宿舍舍長，負責學生的住宿事宜兼留意學生的生活狀態。使用的武器為行燈的付喪神「白燈引」，可利用行燈創造實體分神。多年前和田鎖擔任降魔大將考驗的監視者。
楠墨樟美
多年前和奏歌同屆，在葛籠殿修煉的女性見習生，多次背著師長欺負奏歌，在降魔大將測驗中刻意和另兩名女學生困住奏歌，選取長槍的付喪神作為武器，但見識過奏歌的真本事後徹底改觀成為朋友。
眉斷真
長槍的付喪神，和桐葉同時期被送進葛籠殿。
阿畑屋安琉子
多年前和奏歌同屆，在葛籠殿修煉的女性見習生，多次背著師長欺負奏歌，在降魔大將測驗中刻意和另兩名女學生困住奏歌，選取槌子的付喪神作為武器。
坊農人慕波
九殿武鬥會裁判。
迴穀芽
觀看九殿武鬥會的五印的女性見習生。
菊谷姬華
觀看九殿武鬥會的四印的女性見習生，喜歡BL。
笹咲早紀
葛籠殿廣播部長，頭部配戴綴著兩個廣播喇叭髮箍的短髮少女，在九殿武鬥會擔任廣播人員。
田鎖薪
田鎖拓海和田鎖高乃的母親，已於多年前身故。

### 其他人類
近石千春
千里的弟弟。
廣橋廣樹（聲：森嶋秀太）
電玩遊樂店的員工，33歲。因為希望一直玩電玩的執念，令店裡的鐵拳機台變成付喪鬼。一也、桐葉、美知音、明人光顧電玩遊樂店的期間，操控付喪鬼將四者卷進電玩機台的世界，利用付喪鬼的能力創造格鬥隊的成員和一也等人舉辦組隊格鬥競賽，最終一也和桐葉合作在遊戲世界擊敗廣橋兼破壞付喪鬼本體，成功離開遊戲世界。廣橋事後感謝一也等人給他難得的遊戲競賽經驗並重返工作崗位。
大森良月
留著微波浪的黑色中長髮的美少女，神領流的繼承者，使用武器為長薙刀的付喪神「緋薙」。奉比叡山的命令，偕同初雪抵達足狩灘調查解決攸關天狗密教的事件，誤將偽裝成天狗的一也當成敵人發動攻擊，結果因為一也出手不慎導致兩者的泳裝碎裂，將他當成色狼修理一頓。誤會釐清後，轉而同意和一也與桐葉合作調查，於對抗密教教主的期間和一也分別運用各自的付喪神，使出合作招式成功擊敗對手。
密教教主
崇拜大天狗「頭千坊」的密教團領導者，因為迷信的執念，令教團崇拜的天狗面具變成付喪鬼，更不惜自願被附身對抗一也、桐葉、良月、緋薙、初雪，最終被使出合作招式的一也、桐葉、良月、緋薙聯手擊敗，事後因為詛咒反擊導者臉部變成天狗的模樣。
花見谷縫
知名布料批發商花見谷家的女兒，為家族第五名繼承傳家之寶 正絹爪搔本綴袋帶「綾櫻」的傳人，當「綾櫻」傳至其手裡後，「綾櫻」經由縫的手裡昇華，令桐葉就此覺醒誕生。視桐葉為姊妹和夥伴，於丈夫身故後，憑一己之力經營著布店，直至105歲辭世。為了不讓桐葉捲入家族的遺產紛爭，生前特地立遺囑，為桐葉安排送進葛籠殿，成為降魔大將的御用付喪神。
真見坂麻美／提爾多
一也進入葛籠殿後開始執行的第一個「暫時凍藏」任務之相關人，故事3年前他突然在自家房間倒下，雖然會吃飯與上廁所但本身陷入夢遊狀態，在央菜推測下他是為了實現某個願望而被已經產生出付喪鬼的小說《魔法大陸 吉拉爾戰記》給吸入，一旦直接破壞將會被毀去其存在。實際上是因為三年前妹妹麻奈美去世，在自責下產生出付喪鬼並以故事中名為提爾多的半獸族少女身分籌取醫藥費，為此與達芭達聯手誆騙了一也一行人淪為奴隸。一也打倒露出真面目的達芭達後因實現願望而使付喪鬼消失，然後再次醒過來。
堰向正義（堰向せいぎ）
國土交通省國土政策局特殊災害對策課課長。聽聞奏歌封印三年期限的事情時曾向央姬提出相關計畫，同時也有意要派人收回奏歌體內的石片但被拒絕，但也表示說該計畫的執行委員會已經開發出將封印無效化的技術並在故事半年後開始行動、發現亞留美可以預測封印解除之前的未來後與降魔犯策畫要強奪過來。
女良淵惠（女良淵めぐみ）
國土交通省國土政策局特殊災害對策課課長助理。同時也是降魔大將，使用的付喪神為香油錢箱「清金」。平時性格正經八百，由於清金的能力必須頻繁從堰向那邊借錢來戰鬥，另能以先用再付的方式來戰鬥，但必須要在事後用特定方式償還，一旦預借現金超過3000萬日圓其持有者就會死。

### 降魔犯
沖浦王丹（沖浦おうたん）
脇黑丸和合（脇黒丸わごい）

### 其他非人角色
日富美（聲：若林直美）
付喪神結拜三兄妹之一，骰子的付喪神，人型姿態為留著過頸黑髮，配戴骰子耳飾的少女。擁有命運操作的能力。使用的骰子點數越接近二，代表運氣越佳，相對地消耗靈力也越大；若點數越接近六，則運氣越差，消耗靈力較少。唯獨點數一是無法預知的兇運且會在兩小時裡有效，少用靈力的狀態會讓「一」被擲出的機率增加，擲骰子的對象將會依據擲出數字的吉凶，維持一定時間的詛咒，缺點是詛咒持續累積並連續擲出「一」，將會令該對象變成怪物。
過去和安次峰兄妹被某位人家收留，並運用自己的能力幫助該名男子致富，然而利益熏心的男子因為心生貪婪，顧用多名村民擲骰子，導致許多村民精神失常和破產家亡，甚至變成怪物，更不顧日益衰弱的日富美的苦求威脅她繼續使用能力牟利。得悉真相的安次峰兄妹將真相告知村民，導致該名男子被憤怒的民眾殺死，結果日富美亦逃不過村民的清算被毀去本體而亡。
初雪
留著過腰白色波浪長髮，頭戴兔耳髮箍的半妖少女。大森良月的朋友。於一也接受豐玉姬的委託，解決付喪鬼事件時，偕同良月在海邊緞練而認識一也和桐葉，四者合作解決事件後向一也和桐葉告別。
火前坊
蠟燭的付喪神，人型姿態為渾身著火的高大僧者。因為取用人類的生命力變成「食人鬼」，在攝取力量的過程中殺害奏歌的雙親和妹妹，多次引誘奏歌仍未奏效，遂埋伏在某處山區襲擊參加降魔大將試煉的奏歌等人，最後被奏歌親自擊敗。

## 用語
| 名詞                   | 說明 |
| ---------------------- | --- |
| 降魔大將               | 擁有操控付喪神戰鬥的靈力，經過葛籠殿的訓練和土地神的考驗，被土地神指名為專門調查並解決攸關妖魔鬼怪事件的人類。因為有付喪神的地方會讓詛咒和怪異現象頻繁集中發生，所以每位土地神至多僅讓一名降魔大將守護專屬領土。通常葛籠殿習慣指派多人執行解決離奇現象的任務，若屬土地神的專職領地，則僅能派駐守的降魔大將孤軍奮戰，但若是情況太過於緊急危險，則會增加至兩人以上的降魔大將駐守該地執行任務。 |
| 付喪神                 | 當物品經過歲月洗鍊成精，加上人類意念傾注於物品令其產生靈魂，附著在物品上後，就會化身擁有自己意識的妖精，稱作付喪神，其思維行動較接近普通人。每個付喪神擁有自己的真名，只要被他人呼喚本名就會強制聽令該對象，為此會另取暱名以防觸忌。族群裡有著「出示自己本體為表現誠意和善意」的觀念。善良的付喪神會忠於守護宿主，較付喪鬼理智成熟。也有部分付喪神會為害宿主和其他對象。付喪神的力量來源，仰賴和宿主的心靈牽絆，力量強大程度和宿主的牽絆程度成正比。為了便於行動，付喪神會變成人類的模樣，但是變成人類期間，等同生理構造和人類並無二致，無論是原型物體姿態被完全損毀成灰或人類型態遭受致命傷，將導致付喪神死亡。若是付喪神為取得靈力吞噬人類的生命力，即便僅有一次，仍會變成仰賴食人性命獲取兼補充靈力的外道付喪神「食人鬼」，變成「食人鬼」的付喪神將會變得狂暴兇殘失去自我，最終墮落成妖魔鬼怪的存在。 由於付喪神的靈力來源仰賴人類，所以當持有者更換且靈力程度有差距的時候，付喪神的人型姿態和力量也會受影響。消耗過多靈力的付喪神，可透過和人類持有者親密接觸（尤其是肌膚之親）恢復靈力，更高等靈力的人類甚至可運用靈力讓變回物體的付喪神復活。付喪神亦能和人類結合產下後代，這些混血兒較普通人類有著更長的壽命和較緩慢的老化速度。 付喪神擁有兩種能力：其一是消耗靈力較少，能增強威力或讓操作留幾分精力的基礎能力（例如變出分身、變成人形、體型巨大化），其二是付喪神的原型固有或發展而來的能力，依據付喪神原型不同產生不同型態，但消耗靈力較多的招式。部分付喪神擁有令對手的資訊傳入施術者精神的「精神感應」能力。 |
| 付喪鬼                 | 當物品因為人的異常強烈的意念影響，就會快速化身成的妖怪。其思維較付喪神較接近幼兒，易衝動和會帶給週遭的對象麻煩，甚至是為害宿主。和付喪神同樣，其力量會依據宿主的意念強烈程度產生變化，當宿主死亡的時候，付喪鬼也會跟著消亡。除非是付喪鬼因為宿主實現願望自然消散或被宿主親手破壞，否則當付喪鬼被宿主以外的對象消滅時，其釋放的詛咒能量將會對宿主產生負面的影響，稱為「詛咒反擊」。受詛咒反擊影響者若能反省自己的心態作為，將能減少詛咒反擊的影響力量和持續時間，直至詛咒反擊消失；反之若不自省怪罪他人，則會讓詛咒反擊無法消退。 |
| 付喪者                 | 被付喪神或付喪鬼附身的持有者（宿主），被附身者將會擁有超越普通人的速度、體能、力量，能運用付喪神或付喪鬼的力量接合自身的力量作戰。當付喪者和付喪神或付喪鬼合體，此型態被稱為「人神合體」，合體期間亦會讓兩者記憶交融，相對的也會對付喪者的身體造成重大的負擔。 |
| 忌諱之子               | 擁有特別容易引發離奇現象體質的對象，由於獨自背負眾人該承受的業障，導致其血液裡的詛咒濃度高，容易令付喪鬼誕生，因其體質容易被普通人疏遠。 |
| 縛魔倉異怪             | 當某些異怪的力量過於強大，但是葛籠殿的降魔大將暫時無法解決的時候，這些異怪將會被暫時監禁在葛籠殿的「縛魔倉」，只有實力超群的降魔大將始能獲准剷除縛魔倉異怪。 |
| 感應鈴鐺               | 桐葉用己身頭髮編成綴繩的小型鈴鐺。可感應到付喪神、付喪鬼、其他妖魔鬼怪的存在。 |
| 詛咒                   | 世界所有的弊病、扭曲、亂象、萬物根源殘留的廢棄物，呼應人類的意念，扭曲世界既有的道理，類似「咒語」「願望」「念力」的概念。應用得當者，可藉此實現心願，亦會被用於害人之途。因為普通濃度的詛咒影響力不強，加上人類會不自覺地吸入詛咒，從而強化眾人皆知的常識，並演變成乘法方式增加影響力。通常在人多且「常識」鞏固的地帶，單獨一人的詛咒難以突破該地區的詛咒。同時依據時間和地點的不同，詛咒的濃度也會隨之變化，甚至有的詛咒會被彼此相互吸引。詛咒濃度高的地點和器物，稱為「忌諱之地」、「忌諱之物」。 |
| 詛咒預報卷軸           | 擁有神力的卷軸，可預報某個地點某段時間內的詛咒濃度和出現怪事發生的機率。 |
| 水人偶                 | 菊理用冰製成的柱狀物，當使用者將自己的血液滴至水人偶的頂端，水人偶將可在接下來的期間代替使用者承受傷害，缺點是水人偶有作用範圍的限制，一旦水人偶承受到極限或被損毀，將無法承受使用者的傷害。 |
| 「影子」               | 人類於睡眠期間，藏留在夢世界的靈魂，擁有當事者於現實不為人知的性格。只要在睡夢期間於夢世界期間被影子侵占自身意識，就會被影子取代。同時當事者的靈魂進入夢世界期間受傷和死亡，也會影響到現實世界的軀體。 |
| 護身符（未有特殊名稱） | 菊理交給煩惱諮詢室成員的特製護身符，可讓使用者召喚出以前創造過或使用過的付喪鬼作戰，據菊理說明為情況緊急時才能使用的道具。 |
| 沙人偶                 | 葛籠殿專屬的沙製成替身人偶，使用方式和功能同水人偶，可承受一定程度的傷害，但承受到極限或被損毀後，將無法承受使用者的傷害。 |
| 煩惱諮詢室             | 一也為了解決因為自身體質引發的離奇現象，特地創辦讓受離奇現象困擾的對象諮詢求助的組織。成員有一也、桐葉、千里、四郎、內治、忠孝、菜菜子、菊理（顧問諮詢）、明人和美真音（戰鬥人員）、素直和虎鐵。 |
| 葛籠殿                 | 專門提供給降魔大將候選人訓練的場所，會指派降魔大將執行除妖任務，表面上對外宣傳中是一間孤兒收容機構。學生依照實力強弱，賦予一至九級的印階，習得「人神合體」的降魔大將被歸類成九印。人員分成將付喪神視為朋友的親付喪神派和視付喪神為道具的隸付喪神派，以及人數占多數但不從屬前兩派系的實力至上主義者。為遴選出九位高階的降魔大將決策者「九殿冠」，葛籠殿會舉辦「九殿武鬥會」的武術大賽，藉著讓九名挑戰者挑戰現任九殿冠，獲勝者即取得擔任九冠殿的資格。 黃泉篇結束後，在一也回到葛籠殿的幾天前，堰向正義曾與央姬商討奏歌復活的情況與相關處理計畫，但被央姬回絕。之後因為堰向發現亞留美可以預測封印解除之前的未來而暗自跟降魔犯策畫突襲葛籠殿的行動，於一也回到葛籠殿的當天全滅，央姬因此身亡。 |
| 「縛魔倉」             | 葛籠殿裡專門用於囚禁實力強大，但降魔大將暫時無法處置的妖怪的場所。 |
| 響石                   | 長期被靈氣籠罩而具備靈能的石頭，因為其特性時常被人類當成通靈和執行儀式的祭台，若將變成器物原型的付喪神置於此，將可讓持有者聽見付喪神的心聲。 |
| 迷途之家               | 當流離失所不願服從人類的付喪神踏進迷途之家的領域時，將會出現大紅碗的入口，將付喪神吸進迷途之家。此處為房屋付喪神三浦日犧牲自己，提供給無主付喪神的庇護所。 |
| 天御柱                 | 擁有能夠定義萬物事物狀態的詛咒的靈石，其石片將會被鑲嵌進土地管理職位的對象體內，當石片被取出土地神的體外後，有效時間將會縮減為一千年。當同地區存在多枚石片的時候，石片間的能量將會相互干擾，進而招致嚴重的大型災難。由於迷途之家的創始者三浦日的石片能量耗盡後，一度面臨尋不得石片的危機，導致迷途之家為鞏固能量，不得不舉行犧牲付喪神生命，藉著付喪神生命能量穩固迷途之家的「自凝祭」。 |
| 傀儡帶                 | 漫畫第95話登場的道具，可讓使用者在不需消耗靈力的情況強行奴役付喪神，但會導致付喪神快速力竭而亡。 |
| 降魔犯                 | 漫畫第162話提及，為沉浸在付喪神的力量當中失去控制，並背叛人類把自己的名稱獻出同時沉浸在詛咒中的降魔大將。這些人均有包含殺人在內的各種犯罪紀錄，而且經驗豐富，同時不擇手段甚至組團行動，除了由降魔大將捕捉以及斬殺之外用一般手段都抓不到也難以阻止，由於用付喪神來殺人所以警方對於受害者忽然消失這部分只能用下落不明結案，據稱每年全日本有8萬位這樣的受害者存在。 |

## 單行本
| 冊數 | 雙葉社         | 雙葉社                                                  | 東立出版社     | 東立出版社             |
| 冊數 | 發售日期       | ISBN                                                    | 發售日期       | ISBN                   |
| ---- | -------------- | ------------------------------------------------------- | -------------- | ---------------------- |
| 1    | 2008年6月28日  | ISBN 978-4-575-83509-0                                  | 2009年4月3日   | ISBN 978-986-10-3227-6 |
| 2    | 2009年4月11日  | ISBN 978-4-575-83609-7                                  | 2009年9月24日  | ISBN 978-986-10-3228-3 |
| 3    | 2009年10月10日 | ISBN 978-4-575-83682-0                                  | 2010年4月30日  | ISBN 978-986-10-4627-3 |
| 4    | 2010年5月12日  | ISBN 978-4-575-83768-1                                  | 2010年9月30日  | ISBN 978-986-10-5788-0 |
| 5    | 2010年11月12日 | ISBN 978-4-575-83837-4                                  | 2011年5月12日  | ISBN 978-986-10-6849-7 |
| 6    | 2011年7月12日  | ISBN 978-4-575-83926-5                                  | 2012年5月24日  | ISBN 978-986-10-8397-1 |
| 7    | 2012年1月12日  | ISBN 978-4-575-84018-6                                  | 2012年10月15日 | ISBN 978-986-10-9448-9 |
| 8    | 2012年6月12日  | ISBN 978-4-575-84081-0                                  | 2013年8月20日  | ISBN 978-986-317-466-0 |
| 9    | 2012年9月12日  | ISBN 978-4-575-84127-5                                  | 2013年11月12日 | ISBN 978-986-324-167-6 |
| 10   | 2013年2月12日  | ISBN 978-4-575-84194-7                                  | 2015年3月26日  | ISBN 978-986-332-386-0 |
| 11   | 2013年7月12日  | ISBN 978-4-575-84261-6                                  | 2015年4月27日  | ISBN 978-986-337-406-0 |
| 12   | 2014年2月10日  | ISBN 978-4-575-84344-6                                  | 2016年10月6日  | ISBN 978-986-348-753-1 |
| 13   | 2014年6月10日  | ISBN 978-4-575-84425-2                                  | 2016年11月11日 | ISBN 978-986-365-499-5 |
| 14   | 2015年1月9日   | ISBN 978-4-575-84559-4                                  | 2017年1月9日   | ISBN 978-986-382-899-0 |
| 15   | 2015年5月9日   | ISBN 978-4-575-84617-1                                  | 2017年5月2日   | ISBN 978-986-431-730-1 |
| 16   | 2015年10月10日 | ISBN 978-4-575-84703-1                                  | 2017年12月25日 | ISBN 978-986-462-679-3 |
| 17   | 2016年4月12日  | ISBN 978-4-575-84782-6                                  | 2018年7月6日   | ISBN 978-986-470-351-7 |
| 18   | 2016年9月12日  | ISBN 978-4-575-84849-6                                  | 2019年2月19日  | ISBN 978-986-482-220-1 |
| 18.5 | 2017年3月11日  | ISBN 978-4-575-84940-0                                  | 2021年8月20日  | ISBN 978-957-26-6482-7 |
| 19   | 2017年3月11日  | ISBN 978-4-575-84939-4                                  | 2020年1月6日   | ISBN 978-986-486-239-9 |
| 20   | 2017年11月10日 | ISBN 978-4-575-85056-7                                  | 2020年7月24日  | ISBN 978-957-26-0569-1 |
| 21   | 2018年6月12日  | ISBN 978-4-575-85166-3                                  | 2020年10月5日  | ISBN 978-957-26-1536-2 |
| 22   | 2018年11月12日 | ISBN 978-4-575-85228-8                                  | 2021年2月5日   | ISBN 978-957-26-2562-0 |
| 23   | 2019年3月12日  | ISBN 978-4-575-85290-5                                  | 2021年4月22日  | ISBN 978-957-26-6017-1 |
| 24   | 2020年1月22日  | ISBN 978-4-575-85386-5 ISBN 978-4-575-85387-2（特裝版） | 2021年9月2日   | ISBN 978-957-26-6018-8 |
| 25   | 2020年5月12日  | ISBN 978-4-575-85446-6                                  | 2022年2月14日  | ISBN 978-957-26-6278-6 |
| 26   | 2020年12月10日 | ISBN 978-4-575-85522-7                                  | 2022年7月4日   | ISBN 978-957-26-6279-3 |
| 27   | 2021年6月10日  | ISBN 978-4-575-85591-3                                  | 2023年5月8日   | ISBN 978-957-26-7298-3 |
| 28   | 2022年2月12日  | ISBN 978-4-575-85690-3                                  | 2025年2月27日  | ISBN 978-957-26-9099-4 |
| 29   | 2022年8月10日  | ISBN 978-4-575-85745-0                                  |                |                        |
| 30   | 2023年2月9日   | ISBN 978-4-575-85803-7                                  |                |                        |
| 31   | 2023年7月12日  | ISBN 978-4-575-85862-4                                  |                |                        |
| 32   | 2024年2月8日   | ISBN 978-4-575-85935-5                                  |                |                        |
| 33   | 2024年8月8日   | ISBN 978-4-575-85994-2                                  |                |                        |
| 34   | 2025年2月13日  | ISBN 978-4-575-86055-9                                  |                |                        |

怪怪守護神全彩漫畫 怪怪守護神桃
| 冊數 | 雙葉社        | 雙葉社                 | 東立出版社     | 東立出版社             |
| 冊數 | 發售日期      | ISBN                   | 發售日期       | ISBN                   |
| ---- | ------------- | ---------------------- | -------------- | ---------------------- |
| 全   | 2020年4月10日 | ISBN 978-4-575-85432-9 | 2020年10月15日 | ISBN 978-957-26-5607-5 |

怪怪守護神全彩漫畫 怪怪守護神　蜜
| 冊數 | 雙葉社         | 雙葉社                 | 東立出版社    | 東立出版社             |
| 冊數 | 發售日期       | ISBN                   | 發售日期      | ISBN                   |
| ---- | -------------- | ---------------------- | ------------- | ---------------------- |
| 全   | 2020年10月12日 | ISBN 978-4-575-85498-5 | 2021年5月31日 | ISBN 978-957-26-6562-6 |

## 電視動畫
2017年4月至6月首播，全12話。旁白由井上喜久子擔任。另外作者曾經在單行本第18冊的後記表示，該作品曾經三度宣布製作動畫，但由於戰鬥戲水準過高、和過激的成人內容，導致動畫化的難易度激增等原因，長久以來都被認為是難以動畫化的作品。
第2期「繼怪怪守護神（継つぐもも）」於2020年4月播放。另外，第1期播畢之後有推出OVA（下述）。

### 製作人員
|                | 第1期                                                     | 第2期 |
| -------------- | --------------------------------------------------------- | --- |
| 原作           | 濱田義一                                                  | 濱田義一 |
| 導演、劇本統籌 | 倉谷涼一                                                  | 倉谷涼一 |
| 人物設定       | 中原清隆                                                  | 中原清隆 |
| 總作畫監督     | 中原清隆、櫻井正明                                        | 中原清隆、櫻井正明                                                                                                 |
| 色氣動畫師     | 不適用                                                    | 安田好孝 |
| 道具設定       | 平川佳樹                                                  | 不適用 |
| 美術設定       | 越智博之                                                  | 前田美月（株式會社Totonyan）                                                                                       |
| 美術監督       | 田尻健一                                                  | 坂上裕文（株式會社Totonyan）                                                                                         |
| 色彩設計       | 古川篤史                                                  | 古川篤史 |
| 攝影監督       | 松田隆平                                                  | 國重元宏 |
| CGI負責人      | 安田兼盛                                                  | 菅友彥（ANiMiX）                                                                                                   |
| 剪輯           | 宇都宮正記                                                | 宇都宮正記 |
| 音響監督       | 鄉文裕貴                                                  | 鄉文裕貴 |
| 音樂           | 高梨康治                                                  | 高梨康治 |
| 音樂製作       | Pony Canyon                                               | Pony Canyon |
| 音樂製作人     | 堀切伸二                                                  | 不適用 |
| 製作人         | 柱山泰佐、森田剛、山崎史紀、先川幸矢、小田元浩            | 柱山泰佐、森田剛、山崎史紀、先川幸矢、小田元浩                                                                     |
| 製作人         | 中野雄一、小沼利行、堀切伸二 成毛克憲、前坂榮司、吉田裕二 | 藏本昌也、川崎夏子、杉浦綾香、高木宏動 遊佐知憲、柏木豊、戶沼志津子、大森慎司 宗宮功卓、可知秀幸、菅謙太郎、濱田潤 |
| 動畫製作人     | 先川幸矢                                                  | 大林卓司 |
| 動畫製作       | ZERO-G                                                    | ZERO-G |
| 製作           | 「怪怪守護神」製作委員會                                  | 「繼怪怪守護神」製作委員會                                                                                         |

### 主題曲
第1期
片頭曲「METAMORISER」
作詞、作曲、編曲：Q-MHz，主唱：BAND JA NAIMON!
片尾曲「I4U」
作詞：RUCCA，作曲：藤間仁，編曲：岩橋星實，主唱：MICHI
插入歌
「布丁之歌（プ·プ·プリン）」（第8話）
作詞、作曲：青山繁，編曲：Funta7，主唱：桐葉（大空直美）
「I want you-Yokan！（ようかんのうた）」（第8話）
作詞、編曲：Funta7，作曲：要田健，主唱：菊理（久保百合花）
第2期
片頭曲「風吹けば月夜の果てに」
作詞、作曲：新田目翔，編曲：佐々木裕，主唱：A應P
片尾曲「春、奏で」
作詞：東城陽奏，作曲、編曲：風彌 kazami（DaizyStripper），主唱：東城陽奏

### 各話列表
| 話數     | 日文標題         | 中文標題         | 劇本     | 分鏡              | 演出            | 作畫監督                                                                                            | 片尾插圖     |
| 第1期    | 第1期            | 第1期            | 第1期    | 第1期             | 第1期           | 第1期                                                                                               | 第1期        |
| -------- | ---------------- | ---------------- | -------- | ----------------- | --------------- | --------------------------------------------------------------------------------------------------- | ------------ |
| 一本目   |                  | 櫻花的香味       | 倉谷涼一 | 倉谷涼一          | 倉谷涼一        | 北村友幸、植田羊一                                                                                  |              |
| 二本目   |                  | 圖書館與青梅竹馬 | 加藤還一 | 倉谷涼一          | 宇都宮正記      | 藤田正幸、加野晃                                                                                    | 私屋薰       |
| 三本目   |                  | 菊理姬           | 倉谷涼一 | 倉谷涼一          | 越田知明        | 草間英興                                                                                            | 西島大介     |
| 四本目   |                  | 土地神的考驗     | 倉谷涼一 | 西本由紀夫        | 深瀨重          | 門智昭、向山裕治                                                                                    |              |
| 五本目   |                  | 特訓             | 加藤還一 | ROMANoV比嘉       | 川西泰二        | 大庭小枝                                                                                            | 音井錄丸     |
| 六本目   |                  | 回憶與青梅竹馬   | 倉谷涼一 |                   |                 | 北原章雄                                                                                            | 田龜源五郎   |
| 七本目   |                  | 金山先生         | 加藤還一 | 熊本健士          | 藤本義孝        | 吉岡勝、都竹隆治 平村直紀                                                                           | 酷教信徒     |
| 八本目   |                  | 某天的加賀見家   | 倉谷涼一 | 玉川真人          | 宇都宮正記      | 橫田和彥、北村友幸                                                                                  | 風間綾未     |
| 八本目   | 魅力香水         |                  | 倉谷涼一 | 玉川真人          | 宇都宮正記      | 橫田和彥、北村友幸                                                                                  | 風間綾未     |
| 九本目   |                  | 信               | 加藤還一 | 植田羊一          | 西村大樹        | 高田三郎、青木真理子 輿石曉、服部憲知 Kim jeongwoo、Lee junghun                                     |              |
| 十本目   |                  | 裸身包棉被       | 倉谷涼一 | 沖田宮奈          | 菱川直樹        | 永田正美、鈴木奈都子 向山祐治                                                                       | 大島永遠     |
| 十一本目 |                  | 決鬥             | 倉谷涼一 | 倉谷涼一          | 羽多野浩平      | 藤田正幸、草間英興                                                                                  | 葛城一       |
| 十二本目 |                  | 搭擋             | 倉谷涼一 | 倉谷涼一          | 倉谷涼一        | 北村友幸、橫田和彥                                                                                  | 濱田義一     |
| 第2期    |                  |                  |          |                   |                 | |              |
| 1本目    |                  | 煩惱諮詢室       | 倉谷涼一 | 倉谷涼一          | 倉谷涼一        | 三浦薰、北村友幸                                                                                    |              |
| 2本目    |                  | 偽婚             | 倉谷涼一 | 安田好孝          | 川西泰二        | 安田好孝、櫻井正明 鎌田均、谷津美彌子                                                               | 鮫島圓       |
| 3本目    |                  | 招惹麻煩的四郎   | 加藤還一 | 岩永大慈          | 岩永大慈        | 横田和彦、柳瀬譲二 森悦史                                                                           |              |
| 4本目    |                  | 反轉             | 中條元史 | 熊本健士 倉谷涼一 | 三橋和彌        | 山本正嗣、河西睦月 Jeon Jong Min、Min Hyun Sook Han Hyeon Ji                                        | KAKERU       |
| 5本目    |                  | 素直與虎鐵       | 倉谷涼一 | 柳澤哲也          | 金承徳          | 李智悟                                                                                              | masha        |
| 6本目    |                  | 迷途之家         | 倉谷涼一 | 望月智充          | 望月智充        | 皆川祐輝                                                                                            | クール教信者 |
| 7本目    |                  | 對戰!            | 加藤還一 | 安田好孝          | 馬引圭          | 大野勉、北村友幸 阿部達也、安田好孝                                                                 | 天原         |
| 7本目    | 戀愛的大富翁猜謎 |                  | 加藤還一 | 安田好孝          | 馬引圭          | 大野勉、北村友幸 阿部達也、安田好孝                                                                 | 天原         |
| 8本目    |                  | 新進社員         | 中條元史 | 小寺勝之          | 三橋和彌        | 山本正嗣                                                                                            | 黑澤R        |
| 9本目    |                  | 刺客             | 倉谷涼一 | 倉谷涼一          | 倉谷涼一        | 阿部達也、北村友幸 山本正嗣、田中宏紀 牛島勇二、安田好孝 谷津美彌子                                 |              |
| 10本目   |                  | 騷動             | 倉谷涼一 | 岩永大慈          | 岩永大慈        | 横田和彦、柳瀬譲二 北山芳規、河西睦月 睦田総志、Lee Seongjae                                        |              |
| 11本目   |                  | 總體戰           | 倉谷涼一 | 佐山聖子          | 川西泰二        | 柳瀬譲二、阿部達也 大野勉、山本正嗣 古川博之、宮暁秀 睦田総志、西島圭祐 武内啓                      | 雨蘭         |
| 12本目   |                  | 決心             | 倉谷涼一 | 沖田宮奈          | 馬引圭 倉谷涼一 | 中原清隆、安田好孝 阿部達也、大野勉 山本正嗣、河西睦月 横田和彦、北村友幸 宮暁秀、櫻井拓郎 古川博之 | 浜田義一     |

### 播放單位
日本深夜動畫：下文記載的日本国内播放時間使用日本標準時間（UTC+9）表示。因為部分時間标识會採用30小时制，因此請留意这类超过24:00的时间，其實際播放時間為翌日清晨。
| 播放地區 | 播放電視台 | 播放日期              | 播放時間                  | 所屬聯播網 | 備註                      |
| -------- | ---------- | --------------------- | ------------------------- | ---------- | ------------------------- |
| 日本全國 | Animax     | 2017年4月2日－6月18日 | 星期日 23時30分－24時00分 | 衛星電視   | 製作委員會方式參加 有重播 |
| 日本全國 | BS11       | 2017年4月2日－6月18日 | 星期日 24時00分－24時30分 | 衛星電視   | 『ANIME+』時段            |
| 東京都   | TOKYO MX   | 2017年4月2日－6月18日 | 星期日 24時30分－25時00分 | 獨立局     | －                        |

| 發佈日期               | 發佈時間                  | 發佈網站          | 備註                            |
| ---------------------- | ------------------------- | ----------------- | ------------------------------- |
| 2017年4月1日－6月17日  | 每週六 25時00分 更新      | bilibili          | 第1、2話先行發佈 含簡體中文字幕 |
| 2017年4月1日－6月17日  | 星期六 24時00分 更新      | 巴哈姆特動畫瘋    | －                              |
| 2017年4月2日－6月18日  | 星期日 24時30分－25時00分 | AbemaTV           | 前兩話有先行發佈 有重播         |
| 2017年4月3日－6月19日  | 星期一 10時00分 更新      | VIDEX             | －                              |
| 2017年4月3日－6月19日  | 星期一 12時00分 更新      | d動畫商城         | －                              |
| 2017年4月3日－6月19日  | 星期一 12時00分 更新      | 萬代頻道          | －                              |
| 2017年4月3日－6月19日  | 星期一 12時00分 更新      | HAPPY！動畫       | －                              |
| 2017年4月3日－6月19日  | 星期一 24時30分 更新      | 樂天SHOWTIME      | －                              |
| 2017年4月3日－6月19日  | 星期一 24時30分 更新      | Video Market      | －                              |
| 2017年4月3日－6月19日  | 星期一 24時30分 更新      | Play Store        | －                              |
| 2017年4月3日－6月19日  | 星期一 24時30分 更新      | YouTube           | －                              |
| 2017年4月4日－6月20日  | 星期二 10時00分 更新      | DMM.com           | －                              |
| 2017年4月4日－6月20日  | 星期二 12時00分 更新      | Movie Full Plus   | －                              |
| 2017年4月4日－6月20日  | 星期二 24時00分 更新      | Video Pass        | －                              |
| 2017年4月4日－6月20日  | 星期二 24時00分 更新      | GYAO！Store       | －                              |
| 2017年4月7日－6月23日  | 星期五 12時00分 更新      | Anime放題         | －                              |
| 2017年4月7日－6月23日  | 星期五 12時00分 更新      | U-NEXT            | －                              |
| 2017年4月7日－6月23日  | 星期五 24時30分－25時00分 | niconico直播      | －                              |
| 2017年4月7日－6月23日  | 星期五 24時00分 更新      | niconico頻道      | －                              |
| 2017年4月7日－6月23日  | 星期五 24時00分 更新      | Amazon Video      | －                              |
| 2017年4月7日－6月23日  | 星期五 24時00分 更新      | J:COM On-Demand   | －                              |
| 2017年4月7日－6月23日  | 星期五 24時00分 更新      | Netflix           | －                              |
| 2017年4月7日－6月23日  | 星期五 24時00分 更新      | FOD               | －                              |
| 2017年4月7日－6月23日  | 星期五 24時00分 更新      | TSUTAYA TV        | －                              |
| 2017年4月10日－6月26日 | 星期一 24時00分 更新      | Skyper！On-Demand | －                              |

### 藍光&DVD
| 卷數  | 發行日期      | 收錄話數           | 規格編號   | 規格編號   |       |       |       |
| 卷數  | 發行日期      | 收錄話數           | 藍光初回版 | DVD初回版  |       |       |       |
| 第1期 | 第1期         | 第1期              | 第1期      | 第1期      | 第1期 | 第1期 | 第1期 |
| ----- | ------------- | ------------------ | ---------- | ---------- | ----- | ----- | ----- |
| VOL.1 | 2017年6月14日 | 一本目～二本目     | BSZD-08171 | DSZD-08171 |       |       |       |
| VOL.2 | 2017年7月12日 | 三本目～四本目     | BSZD-08172 | DSZD-08172 |       |       |       |
| VOL.3 | 2017年8月9日  | 五本目～六本目     | BSZD-08173 | DSZD-08173 |       |       |       |
| VOL.4 | 2017年9月13日 | 七本目～八本目     | BSZD-08174 | DSZD-08174 |       |       |       |
| VOL.5 | 2017年10月4日 | 九本目～十本目     | BSZD-08175 | DSZD-08175 |       |       |       |
| VOL.6 | 2017年11月8日 | 十一本目～十二本目 | BSZD-08176 | DSZD-08176 |       |       |       |
| 第2期 |               |                    |            |            |       |       |       |
| VOL.1 | 2020年6月10日 | 1本目～3本目       | BSZD-08171 | DSZD-08171 |       |       |       |
| VOL.2 | 2020年7月8日  | 4本目～6本目       | BSZD-08172 | DSZD-08172 |       |       |       |
| VOL.3 | 2020年8月5日  | 7本目～9本目       | BSZD-08173 | DSZD-08173 |       |       |       |
| VOL.4 | 2020年9月9日  | 10本目～12本目     | BSZD-08174 | DSZD-08174 |       |       |       |

## OVA
2019年3月6日在niconico動畫宣布製作第2季電視動畫與OVA的企劃，在第一次募集資金時很快籌到目標金額300萬日圓以上，最終在第二個目標金額600萬日圓中籌到約800萬日圓，使得OVA原本預定播放時間只有10分延長至20分。最後OVA收錄在單行本第24集特裝版中，於2020年1月22日發售。
收錄內容

## 外部連結
- 「怪怪守護神」（WEB Comic High！）官方網站 （日語）
- 雙葉社 （页面存档备份，存于）官方網站 （日語）
- （日語）－濱田義一的官方個人網站。
- 電視動畫「怪怪守護神」官方網站 （页面存档备份，存于） （日語）
- 電視動畫「怪怪守護神」官方的X（前Twitter） （日語）